# سكوت باكولا
سكوت باكولا (بالإنجليزية: Scott Bakula)‏ مواليد 9 أكتوبر 1954 في سانت لويس، ميزوري، الولايات المتحدة، هو ممثل أمريكي بدأ مسيرته الفنية عام 1986. كما أنه من الفائزين بجائزة غولدن غلوب.

## الأعمال
- جمال أمريكي
- بوسطن ليغال
- تشاك
- شفرة المصدر
- ربات بيوت يائسات
- فاميلي غاي
- رجلان ونصف
- خلف الأضواء
- إن سي آي إس

## روابط خارجية
- سكوت باكولا على موقع IMDb (الإنجليزية)
- سكوت باكولا على موقع روتن توميتوز (الإنجليزية)
- سكوت باكولا على موقع ألو سيني (الفرنسية)
- سكوت باكولا على موقع ميوزك برينز (الإنجليزية)
- سكوت باكولا على موقع تيرنر كلاسيك موفيز (الإنجليزية)
- سكوت باكولا على موقع أول موفي (الإنجليزية)
- سكوت باكولا على موقع قاعدة بيانات برودواي على الإنترنت (الإنجليزية)
- سكوت باكولا على موقع قاعدة بيانات الأفلام السويدية (السويدية)
- سكوت باكولا على موقع إن إن دي بي (الإنجليزية)
- سكوت باكولا على موقع ديسكوغز (الإنجليزية)